# Ossyka
Ossyka (ukrainisch Осика; russisch Осыка Ossyka) ist ein Dorf in der ukrainischen Oblast Schytomyr mit 2 Einwohnern.
Das Dorf wurde 1941 zum ersten Mal schriftlich erwähnt und ist 105 km nordöstlich vom Rajon- und Oblastzentrum Schytomyr entfernt.
Es war zunächst ein Teil der Ukrainischen SSR, seit 1991 dann Teil der heutigen Ukraine.
Durch die Nuklearkatastrophe von Tschernobyl wurde das Gebiet im April 1986 radioaktiv kontaminiert.
Am 6. August 2015 wurde das Dorf ein Teil der neugegründeten Siedlungsgemeinde Narodytschi, bis dahin war es Teil der Landratsgemeinde Meschyliska im Südosten des Rajons Narodytschi.
Am 17. Juli 2020 kam es im Zuge einer großen Rajonsreform zum Anschluss des Rajonsgebietes an den Rajon Korosten.